# Tartronate-semialdéhyde synthase
La tartronate-semialdéhyde synthase est une lyase qui catalyse la réaction :
2 glyoxylate  {\displaystyle \rightleftharpoons }  tartronate semialdéhyde + CO2.
Cette enzyme est une flavoprotéine qui intervient notamment dans le métabolisme du glyoxylate et des dicarboxylates.